# Drużbice (gromada)
Drużbice (do 30 XII 1961 Gręboszew) – dawna gromada, czyli najmniejsza jednostka podziału terytorialnego Polskiej Rzeczypospolitej Ludowej w latach 1954–1972.
Gromady, z gromadzkimi radami narodowymi (GRN) jako organami władzy najniższego stopnia na wsi, funkcjonowały od reformy reorganizującej administrację wiejską przeprowadzonej jesienią 1954 do momentu ich zniesienia z dniem 1 stycznia 1973, tym samym wypierając organizację gminną w latach 1954–1972.
Gromadę Drużbice siedzibą GRN w Drużbicach utworzono 31 grudnia 1961 w powiecie bełchatowskim w woj. łódzkim przez przemianowanie gromady Gręboszew na gromada Drużbice.
Gromada przetrwała do końca 1972 roku, czyli do kolejnej reformy gminnej. 1 stycznia 1973 w powiecie bełchatowskim utworzono gminę Drużbice.